# Resolució 2360 del Consell de Seguretat de les Nacions Unides
La Resolució 2360 del Consell de Seguretat de les Nacions Unides fou adoptada per unanimitat el 21 de juny de 2017. El Consell va ampliar les sancions contra grups armats a la República Democràtica del Congo per un any fins al 31 de juliol de 2018 i va ampliar aquestes sancions als que atacaven la MONUSCO o al personal de l'ONU.
El representant congolès va dir que no es tractava del comerç il·legal de recursos naturals del Congo. Amb aquest comerç, es finançaven els grups armats. Les sancions també es van aplicar a les empreses multinacionals, els països de trànsit i els països de destinació.
La MONUSCO també havia de fer una millor investigació abans de notificar fets, va dir. Per exemple, havia aparegut recentment que només una motocicleta havia estat enterrada en el lloc d'una fossa comuna.

## Contingut
Les sancions contra tot aquell que van minar la pau, l'estabilitat i la seguretat al Congo des de l'any 2003, que consistien en embargament d'armes, prohibicions de viatjar i congelació d'actius, es van ampliar fins al 31 de juliol de 2018. Aquestes van incloure les Forces Democràtiques per l'Alliberament de Ruanda (FDLR), les ADF i l'Exèrcit de Resistència del Senyor. El Consell va decidir que també s'inclouria la cooperació amb atacs contra la MONUSCO o el personal de l'ONU.
El mandat del grup d'experts que investigava les violacions de les sancions, les xarxes de suport als grups armats, el comerç d'armes i les violacions de drets humans es va ampliar fins l'1 d'agost de 2018. A causa de les circumstàncies excepcionals en què havia treballat el grup, es va concedir aquest ajornament fins al 15 d'agost de 2017.